# Galeodes
Galeodes es un género de solífugos de la familia Galeodidae. Las casi 200 especies del género se encuentran en el norte de África, el sudeste de Europa y Asia. Como otros solífugos, tienen hábitos mayoritariamente nocturnos y se encuentran en ambientes áridos. Con frecuencia tienen largos apéndices con pelos y cuerpos menos corpulentos o con colores menos oscuros y contrastantes que otros solífugos. Algunas especies de Galeodes pueden producir sonidos por estridulación, similares a un silbido y pueden ser imitaciones de los sonidos de víboras, teniendo una función defensiva. El apareamiento involucra que el macho deposite una espermatogonia que es manipulada en el aparato genital de la hembra que abre utilizando sus quelíceros. El macho acaricia a la hembra utilizando los palpos permitiendo que ella se acerque. Las hembras suelen alimentarse de los machos antes o después del apareamiento. La hembra luego deposita los huevos en una madriguera en el suelo y algunas especies los custodian.

## Lista de especies
- Galeodes abessinicus Roewer, 1934
- Galeodes adamsi (Turk, 1947)
- Galeodes afghanus Pocock, 1895
- Galeodes agilis Pocock, 1895
- Galeodes anatoliae Turk, 1960
- Galeodes annandalei Hirst, 1908
- Galeodes arabs C. L. Koch, 1842
  - Galeodes arabs siriacus
- Galeodes araneoides (Pallas, 1772)
- Galeodes armeniacus Birula, 1929
- Galeodes ater (Roewer, 1960)
- Galeodes atriceps Roewer, 1934
- Galeodes atroluteus Roewer, 1961
- Galeodes atrospinatus (Roewer, 1941)
- Galeodes aulicus Hirst, 1908
- Galeodes auronitens Birula, 1905
- Galeodes australis (Pocock, 1900)
- Galeodes babylonicus Roewer, 1934
- Galeodes bacillatus Birula, 1905
- Galeodes bacillifer Pocock, 1900
- Galeodes bacilliferoides Roewer, 1934
- Galeodes bactrianus Birula, 1937
- Galeodes barbarus Lucas, 1849
- Galeodes belutschistanus (Roewer, 1934)
- Galeodes bengalicus (Roewer, 1934)
- Galeodes bicolor Roewer, 1934
- Galeodes blanchardi Simon, 1891
- Galeodes bocharicus Roewer, 1934
- Galeodes bogojavlenskii Birula, 1906
- Galeodes bubi Birula, 1937
- Galeodes caspius Birula, 1890
- Galeodes caspius caspius
- Galeodes caspius fuscus
- Galeodes caspius pallasi
- Galeodes caspius subfuscus
- Galeodes chitralensis Hirst, 1908
- Galeodes citrinus Pocock, 1895
- Galeodes clavatus Roewer, 1934
- Galeodes claviger Kraus, 1959
- Galeodes conversus Roewer, 1934
- Galeodes crassichelis Roewer, 1934
- Galeodes ctenogaster (Roewer, 1934)
- Galeodes ctenoides Roewer, 1934
- Galeodes cursor (Roewer, 1934)
- Galeodes dahlahensis Harvey, 2002
- Galeodes darendensis Harvey, 2002
- Galeodes darius Pocock, 1895
- Galeodes dekanicus (Roewer, 1934)
- Galeodes dellacaveae Harvey, 2002
- Galeodes discolor Kraepelin, 1899
- Galeodes distinctus (Roewer, 1934)
- Galeodes edentatus Benoit, 1964
- Galeodes egregius Roewer, 1934
- Galeodes elegans Roewer, 1934
- Galeodes ephippiatus Roewer, 1941
- Galeodes excelsius (Lawrence, 1956)
- Galeodes fatalis (Lichtenstein, 1796)
- Galeodes fessanus (Roewer, 1934)
- Galeodes festivus Hirst, 1908
- Galeodes flavivittatus (Roewer, 1934)
- Galeodes forcipatus Roewer, 1934
- Galeodes franki (Kraus, 1959)
- Galeodes fremitans (Roewer, 1934)
- Galeodes fumigatus Walter, 1889
- Galeodes graecus C. L. Koch, 1842
- Galeodes granti Pocock, 1903
- Galeodes gravelyi (Roewer, 1934)
- Galeodes gromovi Harvey, 2002
- Galeodes hellenicus Roewer, 1934
- Galeodes indicus Pocock, 1900
- Galeodes inermis (Caporiacco, 1941)
- Galeodes insidiator (Roewer, 1934)
- Galeodes interjectus (Roewer, 1960)
- Galeodes intermedius (Frade, 1948)
- Galeodes interritus Roewer, 1934
- Galeodes karunensis Birula, 1905
- Galeodes kermanensis Birula, 1905
- Galeodes koeiena Lawrence, 1956
- Galeodes kozlovi Birula, 1911
- Galeodes kraepelini Roewer, 1934
- Galeodes krausi Harvey, 2002
- Galeodes lacertosus Roewer, 1934
- Galeodes laevipalpis Birula, 1905
- Galeodes laniator Roewer, 1934
- Galeodes lapidosus Roewer, 1934
- Galeodes lawrencei Harvey, 2002
- Galeodes levyi Harvey, 2002
- Galeodes limitatus (Roewer, 1960)
- Galeodes lindbergi Roewer, 1960
- Galeodes litigiosus Roewer, 1934
- Galeodes loeffleri Roewer, 1952
- Galeodes luteipalpis (Roewer, 1960)
- Galeodes lybicus Roewer, 1941
- Galeodes lyconis Turk, 1960
- Galeodes macmahoni Pocock, 1900
- Galeodes marginatus Roewer, 1961
- Galeodes mauryi Harvey, 2002
- Galeodes medusae Turk, 1960
- Galeodes melanalis Roewer, 1934
- Galeodes melanopalpus (Roewer, 1934)
- Galeodes minimus Roewer, 1934
- Galeodes minitor Roewer, 1934
- Galeodes mongolicus Roewer, 1934
- Galeodes montivagans Roewer, 1934
- Galeodes mosconibronzii (Caporiacco, 1937)
- Galeodes nachitschevanicus Aliev, 1985
- Galeodes nigrichelis (Roewer, 1934)
- Galeodes notatus (Roewer, 1960)
- Galeodes olivieri Simon, 1879
- Galeodes orientalis Stoliczka, 1869
- Galeodes pallescens Hirst, 1908
- Galeodes palpalis Roewer, 1934
- Galeodes parvus Roewer, 1934
- Galeodes perotis Roewer, 1934
- Galeodes philippovi (Birula, 1941)
- Galeodes philippoviczi Birula, 1937
- Galeodes pinkasi Turk, 1960
- Galeodes pirzadanus (Lawrence, 1956)
- Galeodes pococki Birula, 1905
- Galeodes przewalskii Birula, 1905
- Galeodes pugnator (Roewer, 1934)
- Galeodes pusillus (Roewer, 1934)
- Galeodes rapax (Roewer, 1934)
- Galeodes reimoseri Roewer, 1934
- Galeodes revestitus Roewer, 1934
- Galeodes rhamses Roewer, 1934
- Galeodes rhodicola Roewer, 1941
- Galeodes roeweri Turk, 1948
- Galeodes rufogrisea (Roewer, 1960)
- Galeodes rufulus Pocock, 1900
- Galeodes ruptor Roewer, 1934
- Galeodes sabulosus Pocock, 1900
- Galeodes sarpolensis Harvey, 2002
- Galeodes schach Birula, 1905
- Galeodes schendicus Roewer, 1934
- Galeodes scythicus Roewer, 1934
- Galeodes sedulus Roewer, 1934
- Galeodes sejugatus (Roewer, 1934)
- Galeodes separandus Roewer, 1934
- Galeodes setipes Birula, 1905
- Galeodes setulosus Birula, 1937
- Galeodes signatus Roewer, 1934
- Galeodes simplex Roewer, 1934
- Galeodes smirnovi Birula, 1937
- Galeodes somalicus Roewer, 1934
- Galeodes spectabilis (Roewer, 1934)
- Galeodes spinipalpis Latreille 1838
- Galeodes starmuehlneri Roewer, 1952
- Galeodes striatipalpis (Roewer, 1960)
- Galeodes subbarbarus Caporiacco, 1941
- Galeodes subsimilis Roewer, 1934
- Galeodes sulfuripes Roewer, 1934
- Galeodes sulphureopilosus Birula, 1905
- Galeodes tangkharzarensis Harvey, 2002
- Galeodes tarabulus (Roewer, 1934)
- Galeodes taurus (Roewer, 1934)
- Galeodes testaceus (Roewer, 1960)
- Galeodes theodori Turk, 1960
- Galeodes tillmani (Whittick, 1939)
- Galeodes timbuktus (Roewer, 1934)
- Galeodes timbuktus brunneipalpus
- Galeodes timbuktus timbuktu
- Galeodes toelgi Werner, 1922
- Galeodes trichotichnus (Roewer, 1934)
- Galeodes trinkleri (Roewer, 1934)
- Galeodes tripolitanus (Roewer, 1934)
- Galeodes truculentus Pocock, 1899
- Galeodes turanus Roewer, 1934
- Galeodes turcmenicus Birula, 1937
- Galeodes turkestanus Kraepelin, 1899
- Galeodes turki Harvey, 2002
- Galeodes tuxeni (Lawrence, 1956)
- Galeodes uzbecus Roewer, 1941
- Galeodes veemi Whittick, 1939
- Galeodes venator Simon, 1879
- Galeodes ventralis Roewer, 1934
- Galeodes versicolor (Lawrence, 1956)
- Galeodes viridipilosus Roewer, 1941
- Galeodes vittatus (Roewer, 1941)
- Galeodes wadaicus Roewer, 1934
- Galeodes zarudnyi Birula, 1937